# Phrudocentra nigroapicalis
Phrudocentra nigroapicalis là một loài bướm đêm trong họ Geometridae.